# Телегино (Орловская область)
Телегино — деревня в Хотынецком районе Орловской области России. Входит в состав муниципального образования Студёновское сельское поселение.

## Физико—географическая характеристика
Деревня расположена на реке Вытебеть в 7 км севернее районного центра пгт. Хотынец.

### Время
Деревня Телегино, как и весь Хотынецкий район, находится в часовой зоне МСК (московское время). Смещение применяемого времени относительно UTC составляет +3:00.

### Климат
Телегино находится в зоне умеренно—континентального климата (в классификации Кёппена — Dfb). Зима умеренно прохладная. Лето неустойчивое.

## История

### Великая Отечественная война
Деревня была захвачена немцами с октября 1941 года.
В 1942 году 340-я стрелковая дивизия дислоцировалась на линии Телегино — Тросна.
В 1943 году с 8 по 10 августа за Телегино принимали участие в боях 434 и 556 стрелковые полки 169 стрелковой дивизии 11 армии. 9 августа деревня была освобождена.

## Население
| 2010 |
| ---- |
| 1    |